# Iain Glen
Iain Alan Sutherland Glen (Edinburgh, 24 juni 1961) is een Schots film- en televisieacteur.

## Biografie
Iain Glen werd geboren in het Schotse Edinburgh en studeerde aldaar aan de University of Edinburgh. Vervolgens studeerde hij in Londen aan de Royal Academy of Dramatic Art. Hij begon zijn acteercarrière met een paar kleine gastrollen in Engelse series. Zijn doorbraak kwam in 1990 toen hij voor zijn rol in Silent Scream  een Zilveren Beer won op het Internationaal filmfestival van Berlijn. In 1993 trouwde hij met de actrice Susannah Harker en ze kregen samen een zoon. In 2004 scheidde ze echter van elkaar en kreeg hij een relatie met Charlotte Emmerson met wie hij twee kinderen kreeg. Acht jaar later kreeg hij de rol van Jorah Mormont in de veelgeprezen HBO-serie Game of Thrones.